# Colère (roman)
Colère est un roman de Patrick Grainville publié en 1992 qui a pour cadre Rio de Janeiro.

## Historique
13e roman de Patrick Grainville, Colère donne l’occasion à l’auteur de « réussir un numéro assez étourdissant (et cent fois renouvelé) de description » de Rio à travers le personnage d’un écrivain parisien en mission culturelle au Brésil. Le lyrisme lié à la beauté de la ville, à sa musique, se conjugue au burlesque et à des analyses plus sociologiques.

## Résumé
Damien, chargé d’une mission auprès du consul, débarque à Rio de Janeiro, ville-paysage, dont la puissance tellurique et urbaine le subjugue. À travers les amours de Damien et de Marine, s’exprime une charge satirique contre les milieux diplomatiques de la ville, la bourgeoisie de parvenus auxquelles s’oppose le peuple des favelas décrit avec beaucoup de précision. Ainsi que les sanctuaires voués aux cultes afro-brésiliens. La danse des corps est à son comble. Des grands propriétaires du Nord-Est sont aux prises avec des paysans sans terre, des aventuriers drôles et cyniques élèvent des crocodiles. Des syndicalistes sont assassinés. Un attentat se fomente contre le Christ du Corcovado...

## Éditions et traductions
- Colère, éditions du Seuil, 1992  (ISBN 2020135299).
- (de) Zorn, Klett-Cotta, 1994.